# .MP3 (álbum)
.MP3 é o segundo álbum de estúdio da cantora argentina Emilia. Foi lançado em 3 de novembro de 2023, pela Sony Music Latin e WK Records. Foi apoiado por cinco singles: "Jagger", "No Se Ve" (com Ludmilla), "Guerrero", "GTA" e "La Original" (com Tini).

## Lançamento e promoção
No dia 30 de novembro de 2023, Emilia anunciou que embarcaria na turnê .MP3 em 2024 e os ingressos foram colocados à venda no dia 4 de dezembro. Naquele dia, ela esgotou dez shows na Movistar Arena de Buenos Aires em menos de dez horas.

## Lista de faixas
| .MP3 – Edição padrão |                              |                                                                  |                      |         |  |
| N.º                  | Título                       | Compositor(es)                                                   | Produtor(es)         | Duração |  |
| 1.                   | "Facts"                      | María Emilia Mernes Esteban Leiva Mauro Lombardo Francisco Zecca | Zecca Valyum         | 2:10    |  |
| 2.                   | "Jagger"                     | Mernes Lombardo Zecca                                            | Zecca                | 2:35    |  |
| 3.                   | "Jet Set" (com Nathy Peluso) | Mernes Lombardo Natalia Peluso                                   | Zecca Big One        | 3:01    |  |
| 4.                   | "Iconic"                     | Mernes Mauricio Rengifo Andrés Torres                            | Torres Rengifo       | 3:01    |  |
| 5.                   | "La Original" (com Tini)     | Mernes Lombardo Rengifo Martina Stoessel Torres                  | Torres Rengifo       | 2:20    |  |
| 6.                   | "GTA"                        | Mernes Lombardo Rengifo Torres                                   | Torres Rengifo Zecca | 2:31    |  |
| 7.                   | "Exclusive"                  | Mernes Lombardo                                                  | Big One              | 2:00    |  |
| 8.                   | "No Se Ve" (com Ludmilla)    | Mernes Lombardo Ludmilla Oliveira da Silva Zecca                 | Zecca                | 3:23    |  |
| 9.                   | "24 Hs"                      | Mernes Leiva Lombardo Zecca                                      | Zecca Valyum         | 2:23    |  |
| 10.                  | "Muñecos"                    | Mernes Lombardo Enzo Sauthier                                    | Zecca                | 2:45    |  |
| 11.                  | "Ojitos Verdes"              | Mernes Lombardo Andrea Elena Mangiamarchi Sauthier               | Big One              | 2:51    |  |
| 12.                  | "A 1000 Km"                  | Mernes Lombardo Sauthier                                         | Big One              | 3:20    |  |
| 13.                  | "Guerrero"                   | Mernes Lombardo Zecca                                            | Zecca                | 3:58    |  |
| Duração total:       | Duração total:               | Duração total:                                                   | Duração total:       | 35:50   |  |